# Die Kirche Saint-Germain-l’Auxerrois
Die Kirche Saint-Germain-l’Auxerrois ist ein 1867 entstandenes Gemälde des französischen Malers Claude Monet. Das in Öl auf Leinwand gemalte Bild hat eine Höhe von 79 cm und eine Breite von 98 cm. Es gehört zur Sammlung der Nationalgalerie in Berlin. Zu sehen ist eine alltägliche städtische Szene in Paris mit Blick vom Palais du Louvre auf die Kirche St-Germain-l’Auxerrois. Während die Architektur voller Details wiedergegeben ist, stellt Monet die Menschen in diesem Bild als schemenhafte Silhouetten dar. Sein Malstil zeigt hierbei bereits Elemente des aufkommenden Impressionismus. Monet malte im selben Jahr zwei weitere Stadtansichten, die ebenfalls die Umgebung des Louvre zeigen.

## Bildbeschreibung

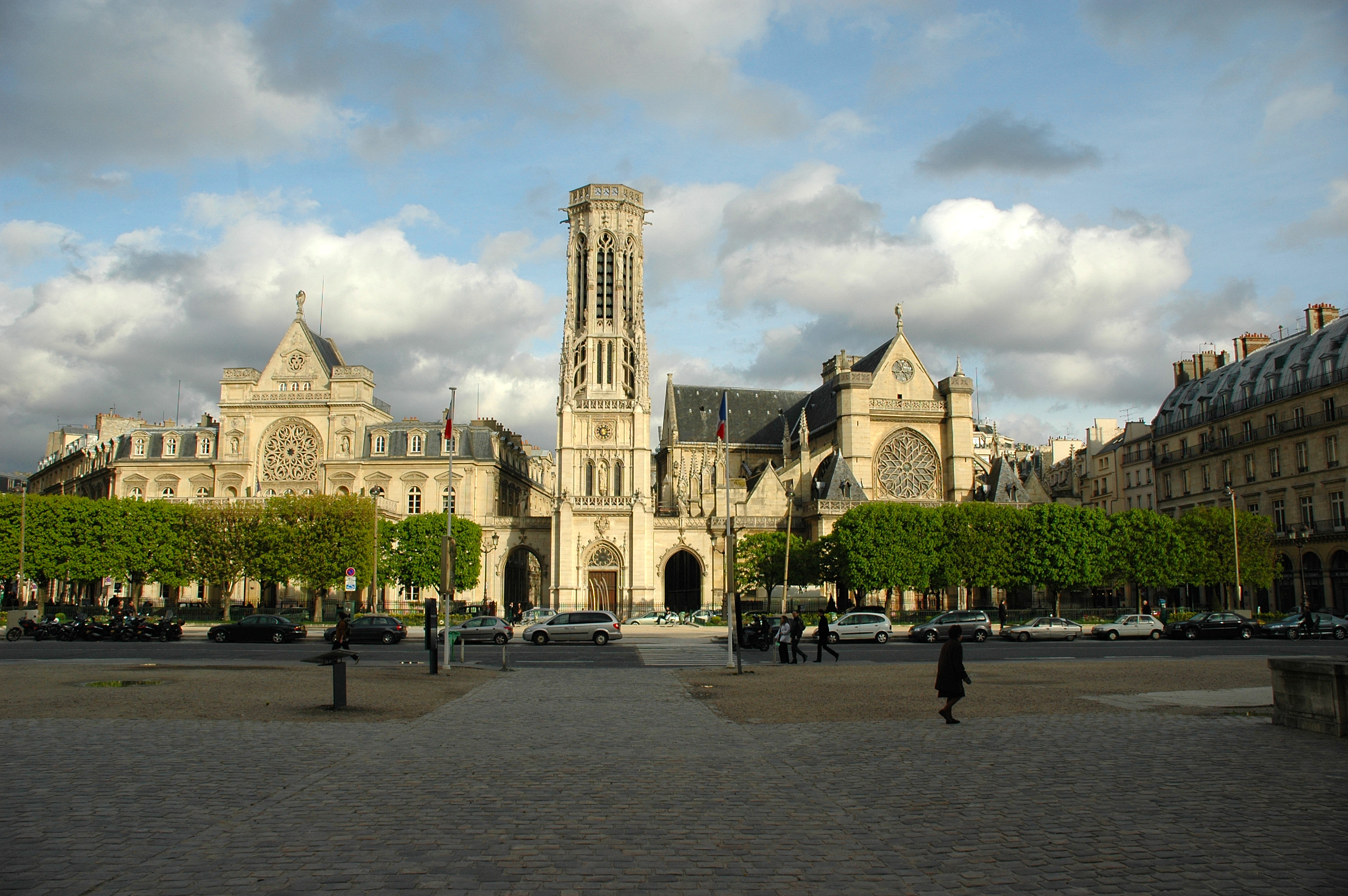
Bauwerke am Place du Louvre: Links das Rathaus des 1. Arrondissements von Paris, in der Mitte der Glockenturm und rechts die Kirche St. Germain l'Auxerrois, Fotografie von 2008

Das Gemälde zeigt eine Pariser Stadtansicht. Von einem erhöhten Standpunkt aus richtet sich der Blick auf die Fassade der Kirche St.-Germain-l’Auxerrois. Rechts daneben steht eine Reihe von Wohnhäusern, ein anderes Haus ist am linken Rand hinter der Kirche und einem angefügten Torbogen zu erkennen. Über den Gebäuden zeigt sich nahezu monochrom ein hellblauer Himmel, an einigen Stellen gibt es weiße Wolkenschlieren. Im Vordergrund ist die Place du Louvre mit zahlreichen blühenden Kastanienbäumen zu sehen. Der Platz und die umliegenden Straßen sind durch ein geschäftiges Treiben geprägt; zahlreiche Passanten flanieren umher und einige Pferdekutschen warten am Platz auf Fahrgäste. Ein weiteres Gefährt hat sich am linken Rand bereits auf den Weg gemacht. Für den Kunstkritiker Karl Scheffler bildet nicht die Architektur der Kirche und der Häuser am Rand das Hauptmotiv des Bildes, sondern für ihn ist es „der Schatten unter den blühenden Kastanienbäumen mit der wimmelnden Menge“.
Monet zeigt innerhalb des Gemäldes eine unterschiedliche Malweise. Die Fassade der Kirche ist weitestgehend präzise ausgeführt. So sind viele Details wie die große Fensterrose, das Strebewerk, mehrere Kreuzblumen und eine Dachfigur gut zu erkennen. Farblich überwiegt bei der Kirche im oberen Bereich ein kühles Graublau, im Erdgeschoss gibt es einen hellen Ockerton und der angefügte Torbogen erscheint Hellgrau. Den klaren Linien der Architektur steht die Malweise der Kastanienbäume gegenüber. Sie sind charakterisiert durch dünne schwarze Baumstämme, dem getupften Hellgrün der Blätter und den darin aufscheinenden weißgelben Blüten. Die Vegetation lässt auf das Frühjahr als Entstehungszeit des Bildes schließen. Wenig detailreich ausgeführt sind zudem die zahlreichen Passanten im Bild. Zwar sind die Damen durch Sonnenschirme und weit ausladende Kleider gekennzeichnet und bei den Herren dominieren schwarze Anzüge und Zylinder, aber die Menschen erscheinen insgesamt als gesichtslose Figuren, von denen wenig mehr als ihre Silhouetten zu erkennen sind. Für Karl Scheffler ist die Menschenmenge „mit seltener Überzeugungskraft“ „dargestellt, trotzdem sie nicht zusammengesetzt ist aus Typen, sondern aus Farbflecken.“
Auffallend ist der von Monet gewählte Bildausschnitt, der an neuartige Architekturfotografien erinnert, wie sie beispielsweise seit Ende der 1850er Jahre von Gustave Le Gray bekannt sind. Der links im Bild sichtbare Torbogen verbindet St.-Germain-l’Auxerrois mit dem zweiten Glockenturm der Kirche, der jedoch vom Bildrand beschnitten außerhalb der Gemäldeansicht liegt. Dieser Turm, wie auch das links davon stehenden Rathaus des 1. Arrondissements von Paris, waren erst wenige Jahre zuvor errichtet worden. Monet fokussierte sich hingegen in seiner Ansicht auf die Darstellung der mittelalterlichen Kirche und wählte als zeitgenössischen Kontrast hierzu die im 19. Jahrhundert errichteten Wohnhäuser am rechten Rand. Das Bild ist unten rechts mit „66 Claude Monet“ signiert, wobei die Jahresangabe fehlerhaft ist.

## Monets Stadtansichten von 1867
Nachdem Monet bereits 1864 erste Ansichten von Honfleur gemalt hatte, schuf er 1867 drei Parismotive. Neben den Blick auf Saint-Germain-l’Auxerrois malte er die Bilder Quai du Louvre (Kunstmuseum Den Haag) und Der Garten der Infantin (Allen Memorial Art Museum, Oberlin, Ohio). Warum sich Monet thematisch den Pariser Stadtansichten zuwandte, ist nicht bekannt. Im Frühjahr 1867 hatte die Jury der jährlichen Kunstausstellung Salon de Paris Monets Mehrfigurenbild Frauen im Garten zurückgewiesen. Mit dem traditionellen Sujet der Vedute könnte Monet versucht haben, Kritiker und potentiellen Käufer  zu überzeugen. Solche Stadtansichten waren seit der italienischen Barockmalerei ein beliebtes Motiv und auch in Frankreich finden sich hierzu einige Vorbilder. So schuf Jean-Baptiste Camille Corot in der ersten Hälfte des 19. Jahrhunderts verschiedene Stadtansichten, darunter das 1833 gemalte Pariser Motiv Quai des Orfèvres et pont Saint-Michel (Musée Carnavalet). Für den Kunsthistoriker Peter Krieger hat Monet seine Parisansichten von 1867 „im Geiste des von ihm verehrten Corot“ erschaffen.
Monets Entscheidung, Motive der französischen Hauptstadt zu malen, stehen möglicherweise aber auch vor dem Hintergrund der Pariser Weltausstellung von 1867. Seit dem Regierungsantritt von Napoleon III. wurde Paris ab 1853 nach Plänen von Georges-Eugène Haussmann massiv umgestaltet und die neu geschaffenen Straßen und Plätze gehörten zu den Attraktionen der Stadt. Auch die im Gemälde zu sehende Place du Louvre war einer dieser neu angelegten Pariser Plätze. Der von Monet gemalte Blick auf die mittelalterliche Kirche Saint-Germain-l’Auxerrois, vormals Hofkirche der französischen Könige, wurde erst durch den wenige Jahre zuvor erfolgte Abriss einer davorstehenden engen Bebauung möglich. Bis auf die Kirche waren alle Gebäude am Place du Louvre Neubauten. Auch der im Gemälde nicht zu sehende Glockenturm und das architektonisch der Kirche nachempfundene Rathaus des 1. Arrondissements sind historisierende Neubauten, die erst während des Stadtumbaus entstanden.
Die Pariser Weltausstellung von 1867 stellte zugleich in der Kunst einen Höhepunkte der Japanmode dar. Die dort gezeigten Holzschnitte beeinflussten zahlreiche westliche Künstler, darunter auch Monet und seine Malerfreunde. In Monets Pariser Stadtansichten von 1867 zeigt sich dieser Einfluss bei den silhouettenhaften Personendarstellungen und dem Blick von einem erhöhten Standpunkt, der sich wiederholt in Monets Bildern findet. Für die Ansicht auf die Kirche Saint-Germain-l’Auxerrois hatte Monet zum Malen einen Standort in den von Claude Perrault geschaffenen Kolonnaden an der Ostfassade des Palais du Louvre ausgesucht. Die erforderliche Genehmigung beantragte Monet am 27. April 1867 bei Alfred Émilien de Nieuwerkerke, Superintendent der Schönen Künste. Die Genehmigung erfolgte drei Tage später. Am 20. Mai des Jahres schrieb er an seinen Freund Frédéric Bazille, das er an den Stadtansichten am Louvre arbeite. Hieraus wird deutlich, dass diese Bilder im Frühjahr 1867 entstanden sind und Monet das Gemälde mit der Ansicht der Kirche Saint-Germain-l’Auxerrois fälschlich auf 1866 datiert hat.

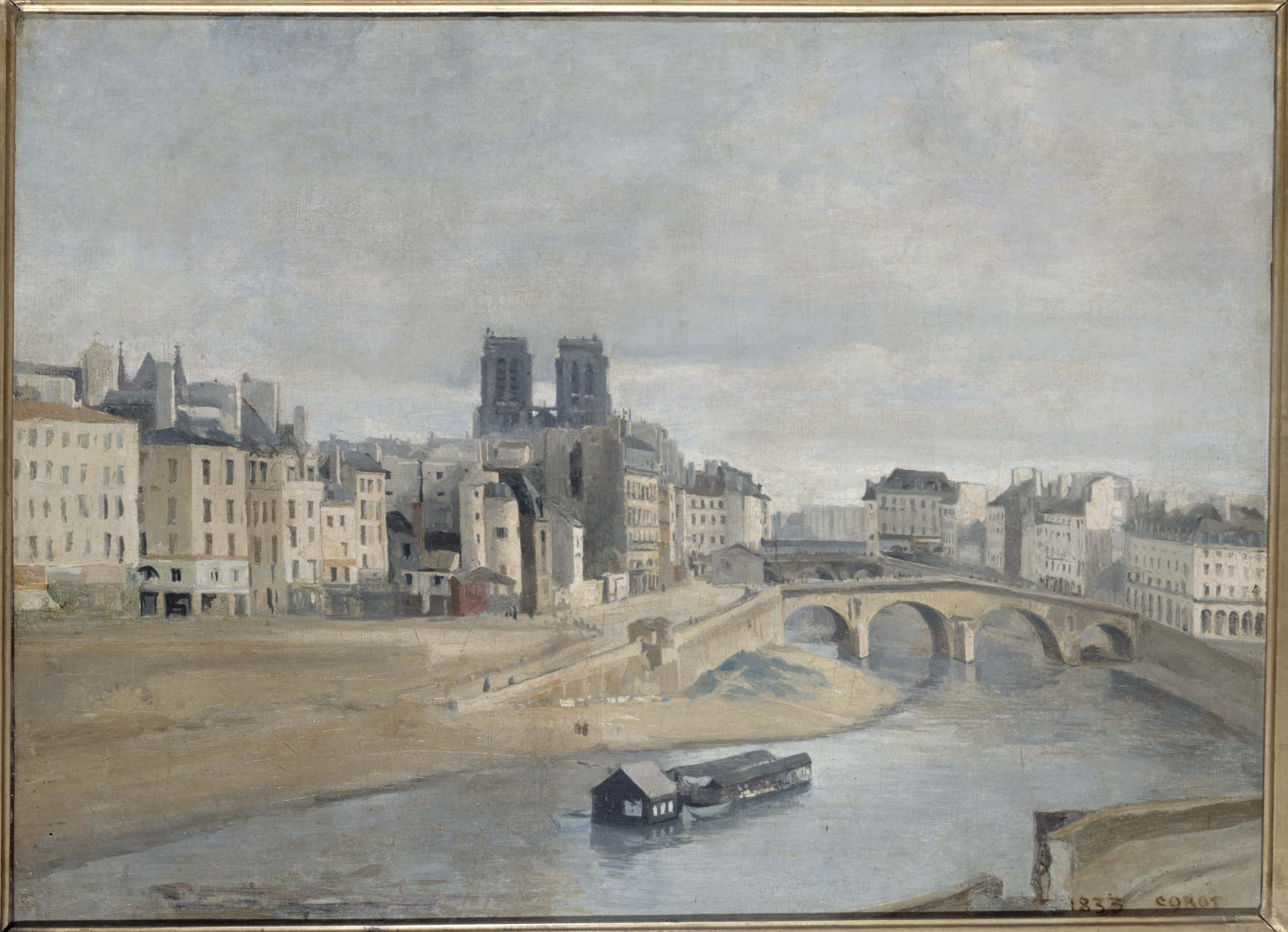
Jean-Baptiste Camille Corot: Quai des Orfèvres et pont Saint-Michel, 1833
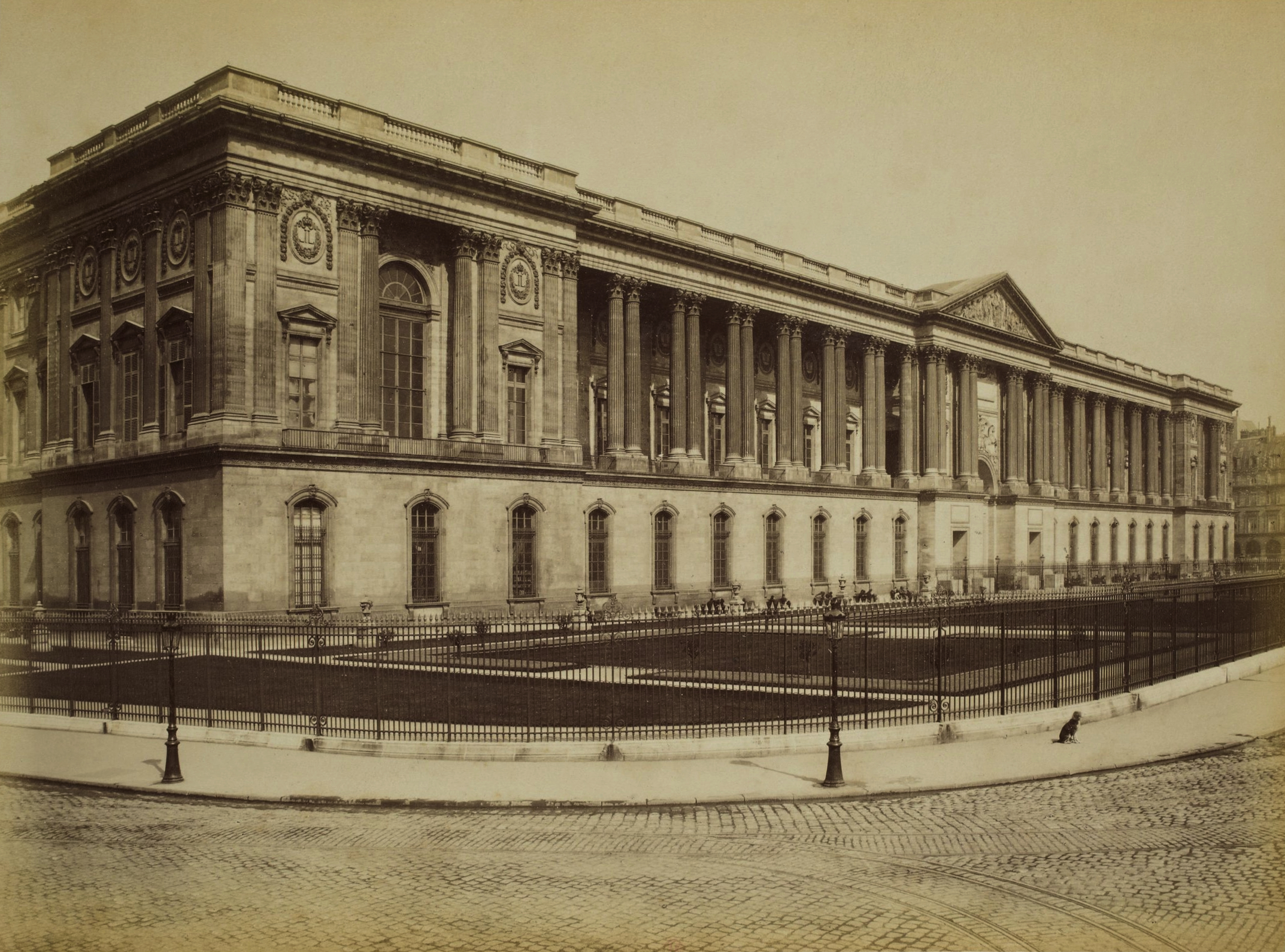
Ostfassade des Louvre mit den Kolonnaden von Claude Perrault, Fotografie um 1900
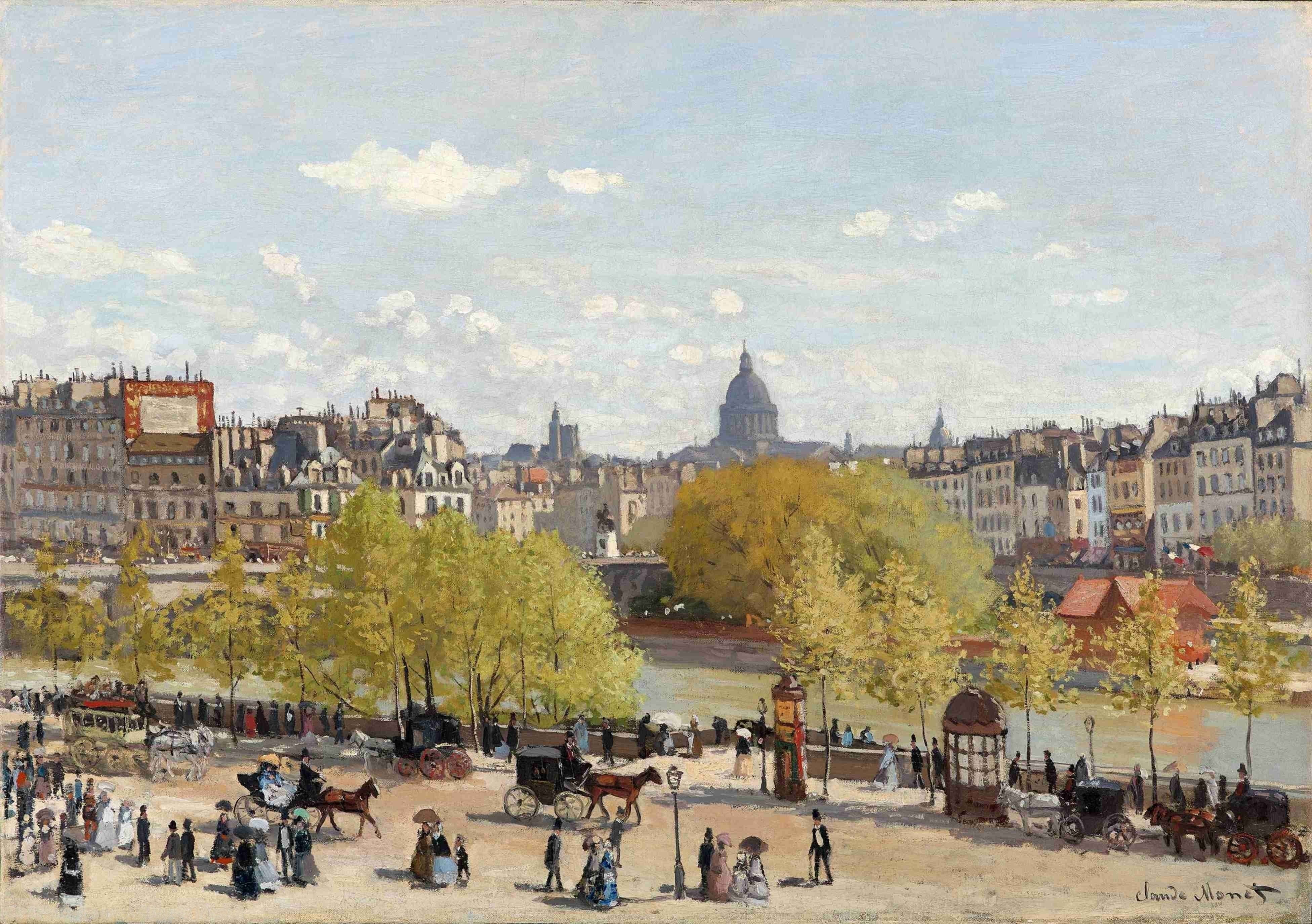
Claude Monet: Quai du Louvre 1867
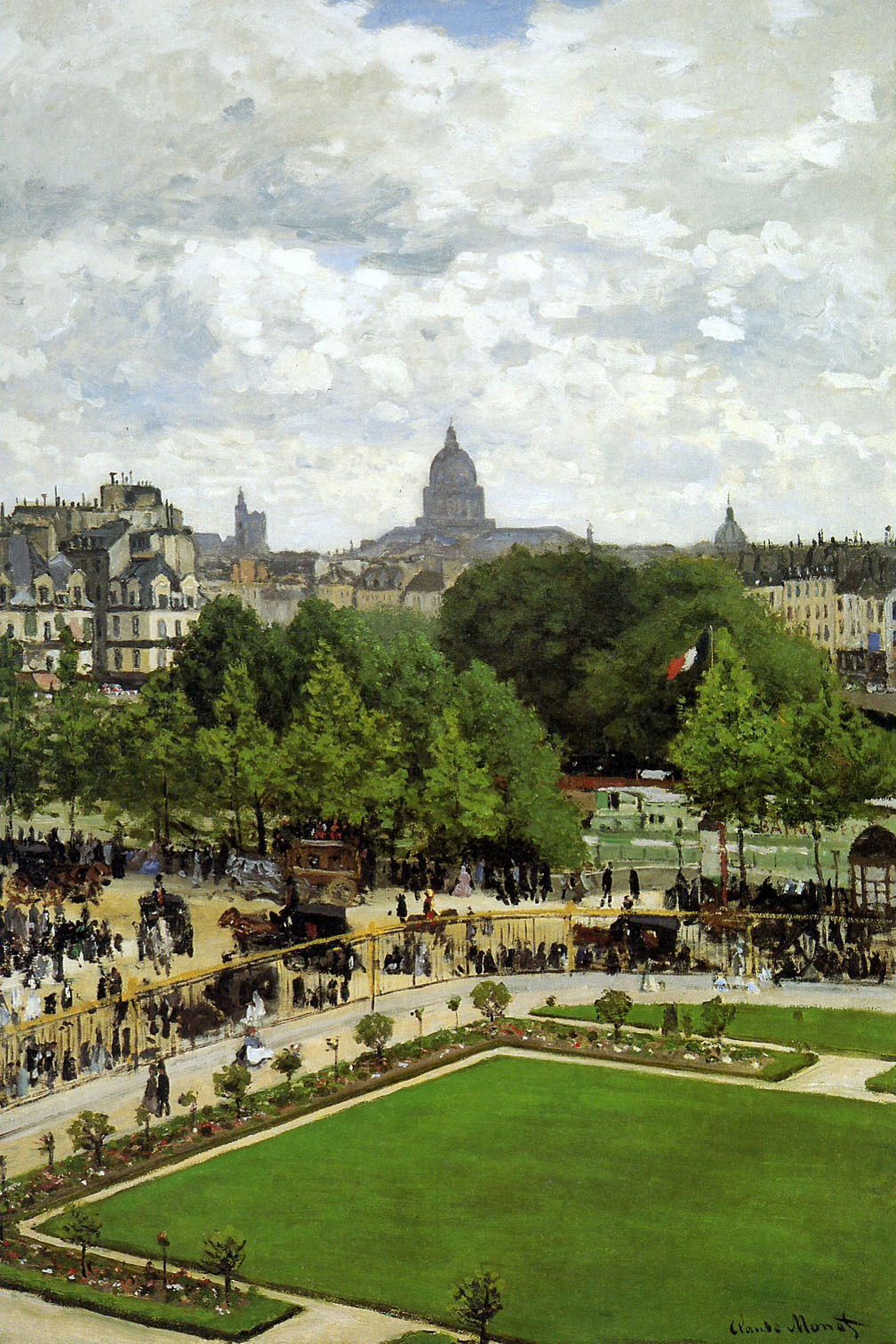
Claude Monet: Der Garten der Infantin 1867

Monets Reihe der Pariser Stadtansichten von 1867 kann darüber hinaus als bildnerische Antwort auf den Aufsatz Der Maler des modernen Lebens von Charles Baudelaire gesehen werden. Dieser hatte seinen Text 1863 in der Zeitung Le Figaro veröffentlicht und darin beschrieben: „Die Modernität ist das Vergängliche, das Flüchtige, das Zufällige, die eine Hälfte der Kunst, deren andere Hälfte das Ewige und Unwandelbare ist.“ Der Autor Richard Thomson sah in Monets Blick auf Saint-Germain-l’Auxerrois genau jenes Einbeziehen des Gewöhnlichen und des Zufälligen, das diese Stadtansicht für ihn modern macht. Er erkannte darin ein Spiel mit der Bewegung, dem Zeitgenössischen, dem Alltäglichen und dem Banalen. Die Kunsthistorikerin Angelika Wesenberg bescheinigte Monet, es sei ihm im Gemälde „um die Großstadt mit eilenden Menschen, um den Ausdruck von Geschwindigkeit“ gegangen. Ihr Kollege Gary Tinterow stellte fest, dass Monet auf jeden politischen Kommentar verzichtete und sich stattdessen auf die jungen Kastanienbäume mit ihren üppigen Frühlingsblüten und die Fensterrose der Kirche konzentrierte. Die drei Stadtansichten von 1867 reichte Monet zum Salon de Paris von 1869 ein. Nachdem die Jury des Salons diese Bilder abgelehnt hatte, stellte er die Werke im Schaufenster des Farbenhändlers Latouche in der Rue Lafayette aus. Dort sah der von Monet verehrte Maler Honoré Daumier die Stadtansichten und rief in der Gegenwart Monets dem Geschäftsinhaber Latouche entgegen: „Wollen Sie nicht diese Scheußlichkeit aus ihrem Schaufenster nehmen?“ In den 1870er Jahren griff Monet das Thema der Pariser Stadtansichten erneut als Motiv in seinen Gemälden auf.

## Provenienz
Nach Monet war Zacharie Astruc der nächste Besitzer der Stadtansicht Die Kirche Saint-Germain-l’Auxerrois. Astruc war selbst Maler und Bildhauer, aber auch als Kunstkritiker tätig. In seinen Schriften verteidigte er Monets Malerei gegenüber anderen Kritikern. Ob Monet ihm das Gemälde verkaufte oder ob er es als Geschenk erhielt, ist nicht überliefert. Astruc verkaufte das Bild 1872 für 400 Franc an den Kunsthändler Paul Durand-Ruel, der es bis 1877 behielt. Nächster Besitzer wurde kurzzeitig der mit Monet befreundete Unternehmer und Kunstsammler Ernest Hoschedé, der wenige Monate nach dem Kauf des Bildes in finanzielle Schwierigkeiten geriet.  Hoschedés Kunstsammlung wurde 1878 in einer Auktion versteigert. Bei dieser Gelegenheit erwarb ein Sammler namens Luq das Bild für 505 Franc. Nächster Besitzer wurde 1889 der Opernsänger und Kunstsammler Jean-Baptiste Faure. Diese behielt das Gemälde bis 1906, als er es für 12.500 Franc an Durand-Ruel verkaufte. Kurz danach erwarb der Berliner Museumsdirektor Hugo von Tschudi das Bild für die Berliner Nationalgalerie. Den Verkaufspreis in Höhe von 33.000 Franc übernahmen die beiden Stifter Carl Hagen und Karl Steinbart.